# Morogues
Morogues település Franciaországban, Cher megyében. Lakosainak száma 423 fő (2022. január 1.). Morogues Aubinges, Henrichemont, Humbligny, Parassy és Saint-Céols községekkel határos.

## Népesség
A település népessége az elmúlt években az alábbi módon változott:
| Lakosok száma | 492  | 376  | 456  | 458  | 409  | 432  | 438  | 436  | 432  | 423  |
|               | 1968 | 1982 | 1990 | 2006 | 2013 | 2015 | 2017 | 2019 | 2020 | 2022 |